# Dolenje Vrhpolje
Dolenje Vrhpolje este o localitate din comuna Šentjernej, Slovenia, cu o populație de 143 de locuitori.